# 爆Talk
《爆Talk》（英語：Hot Talk）是香港電視網絡所製作的綜藝清談節目，由劉玉翠、古天祥及黃冠斌主持。節目每集邀請不同嘉賓進行爆料訪談，與觀眾分享明星趣事。

## 節目列表
| 集數 | 首播日期 | 節目概況 | 嘉賓          |
| ---- | -------- | --- | ------------- |
| 01   | 2014年   | 「火爆華」稱號由來；大俠也有叛逆時；黃日華的童黨歲月；見到劇本腳仔軟；明星足球黑暗歷史大公開；喜劇大挑戰「快爆十演」。 | 黃日華        |
| 01   | 12月21日 | 「火爆華」稱號由來；大俠也有叛逆時；黃日華的童黨歲月；見到劇本腳仔軟；明星足球黑暗歷史大公開；喜劇大挑戰「快爆十演」。 | 黃日華        |
| 02   | 12月28日 | 一線型男多秘密；型男患上強迫症；初出道被愚弄；型男迷倒兩個女人；湊女經；型男密謀撈過界；快爆十問。 | 林文龍        |
| 03   | 2015年   | 金像影后鮑起靜鮑姐，她溫柔賢淑的外表之下，竟然埋藏著一顆貪玩的心！？傳聞她是前國家領導人的紅顏知己，亦有傳聞指她拍三級片拍上癮，究竟真相是甚麼？後來甄子丹對她的虐打，又是怎麼一回事？                                                                                           | 鮑起靜 陳麗雲 |
| 03   | 1月4日   | 金像影后鮑起靜鮑姐，她溫柔賢淑的外表之下，竟然埋藏著一顆貪玩的心！？傳聞她是前國家領導人的紅顏知己，亦有傳聞指她拍三級片拍上癮，究竟真相是甚麼？後來甄子丹對她的虐打，又是怎麼一回事？                                                                                           | 鮑起靜 陳麗雲 |
| 04   | 1月11日  | 元華，一代武打演員，從影40年，以真功夫享譽影壇。自少拜師于占元門下，與成龍、洪金寶為同門師兄弟，大爆兩位影壇大哥兒時鮮為人知的趣事、糗事。又會暢談龍虎武師生涯幾次死過翻生的事蹟。                                                                                               | 元 華         |
| 05   | 1月18日  | 石修哥年過50仍然魅力四射，風采不減當年，堪稱「一代Chok王」！陳宇琛（Sam）活潑好動，熱愛藝術，兩父子碰在一起，究竟會產生怎樣的火花？網上傳聞某男歌星與修哥的樣子有九成相似，Sam表示替母親擔心，當中究竟隱藏甚麼內情？                                                             | 石 修 陳宇琛  |
| 06   | 1月25日  | 現今社會女多男少，連演藝界的美女都身受其害！於《導火新聞線》首次擔正的周家怡，人生最大的目標竟然不是當主角，而是當主婦！？本集她不單會公開夢中情人的真正身份，更會公開她的擇偶條件，大談拍拖經！《爆Talk》周家怡盛女要出貨！                                                     | 周家怡 麥子樂 |
| 07   | 2月1日   | 外表市井的黎彼得（Peter）竟然是一代才子，曾經夥拍歌神許冠傑填出過百首膾炙人口的香港流行金曲，經典組合擦出無限火花為何又會「分手收場」？形象麻甩的他竟說自己一點也不色！但《爆Talk》起底組發現他曾摸過張曼玉？！又有多位影后到他家中「宿一宵」……真相如何，還看Peter哥《爆Talk》！ | 黎彼得 陳綺雯 |
| 08   | 2月8日   | 姜文杰（Benji）、姜麗文（Lesley）剛出道便橫掃樂壇大獎，堪稱樂壇小核彈！不過出身演藝世家的他們最大的堅持竟然是不靠父蔭！？努力與家人撇清關係的他們與父親秦沛的關係如何？Benji曾因一句說話而與古天樂積怨13年又是所為何事？                                                         | 姜文杰 姜麗文 |
| 09   | 2月15日  | 冼灝英擅長大聖劈掛，李嘉醉心中外武術，兩位打得之人以言語交流，誓要找到練武真締！主持劉玉翠斗膽爆冼師傅喜歡炫耀美好身段？李嘉自爆曾經在網上約人比武？在本集節目，二人更即席表演才藝，技驚四座！                                                                                   | 冼灝英 李 嘉  |
| 10   | 2月22日  | 綠葉王陳安瑩，做過無數小角色的陳安瑩原來一出道就做劉德華身邊的女主角、為了殺出一條血路，她竟然不惜谷肥自己做師奶，但起底組發現她竟然是性感女神邱淑貞背後的女人……《爆Talk》同你爆盡陳安瑩綠葉王之路。                                                                             | 陳安瑩        |
| 11   | 2月28日  | 吳沅儀和盧苑茵兩位好戲之人相識40年，演出角色入型入格，原來一切來自經典作品「朱門怨」！兩位自爆當年考入訓練班的經過，更對「一個重要的男人」念念不忘！二人更會互爆大家性格上的「缺陷」，究竟她們40年來的友情會否因本集節目而破裂？！                                               | 盧宛茵 吳浣儀 |
| 12   | 3月7日   | 新進女神黃芷晴、梁寶琪，會為大家解構一下到底要有那些條件才可以得到宅男青睞？又會揭開芷晴、寶琪的另一面，起底組發現女神原來愛跳鋼管舞、更已經秘婚？！想知背後底蘊，就要睇實黃芷晴、梁寶琪《爆Talk》！                                                                             | 黃芷晴 梁寶琪 |
| 13   | 3月14日  | 以演技見稱的郭鋒哥，當初加入演藝界，竟然是因為一個字「玩」！？愈危機愈想玩的鋒哥，他的貪玩性格曾經令他身陷險境，不過亦令他成功融化了兩位生命中最重要的女人－－一位自然是他的妻子歐陽珮珊，另一位同是姐級人馬的又會是誰？                                                         | 郭 鋒         |
| 14   | 3月21日  | 今集《爆Talk》請來廖安麗跟大家分享從結婚、丈夫出家到離婚等一切的女人最痛，到底她可以怎樣從新出發？身為廖安麗爆friend的賈思樂更會大爆廖安麗婚姻的箇中內情，當中秘密竟然隱瞞超過20年……                                                                                             | 廖安麗 賈思樂 |
| 15   | 3月28日  | 艾威是公認的實力派演員，原來威哥除了戲演得好，拿咪還可唱歌，執筆更可成書！在本集節目中，威哥自爆入行之前「發明星夢」，喜歡「拋頭露面」，更喜歡將演戲心得周圍自爆！好友錢小豪更會盡爆與威哥的前事！                                                                               | 艾 威 錢小豪  |
| 16   | 4月4日   | 入行超過40年的陳曼娜曼娜姐對觀眾而言，不止是演活角色的好演員，更加是一個不老的傳說！今集爆Talk找來曼娜姐分享她的青春之道，到底青春是因為有錢？有仔還是靠把火？ | 陳曼娜        |
| 17   | 4月11日  | 童星出身的黃美棋，原來小時候已是「集郵女王」﹖美棋笑容甜美，不過一開聲就會「嚇死你」，是否小時候已經「捱壞左」？在今集節目中，美棋將會公開多張明星合照，細述拍戲搞笑回憶之餘，亦分享再次入娛樂圈打拼的理由！                                                                     | 黃美棋 呂 熙  |

## 記事
- 2015年9月30日：香港電視開始分批將此節目上傳至YouTube。（限於香港及新加坡以外觀看）

## 備註
1. ↑  第三節特別嘉賓，講述與鮑起靜間的趣事。
2. ↑  第二節特別嘉賓，大爆周家怡感情事。
3. ↑  負責演出，在節目錄影前測試黎彼得反應，並在第三節出鏡。
4. ↑  原定緊接上集於2015年3月1日播出，現改爲《選戰》完結後，緊接於2015年2月28日繼續播放。
5. ↑  第三節特別嘉賓，大爆廖安麗婚姻的箇中內情。
6. ↑  第三節特別嘉賓，大爆與艾威的前事。
7. ↑  第三節特別嘉賓，大爆黃美棋為人。

## 外部連結
- HKTV綜藝：食的秘密 (海外全集播放) - YouTube （页面存档备份，存于）

## 節目變遷
| 香港電視網絡 星期日 21:30－22:15 節目                    | 香港電視網絡 星期日 21:30－22:15 節目              | 香港電視網絡 星期日 21:30－22:15 節目                |
| -------------------------------------------------------- | -------------------------------------------------- | ---------------------------------------------------- |
|                                                          | 爆Talk 第1－10集 （2014年12月21日－2015年2月22日） |                                                      |
| 飄 第1－4集 （2014年11月23日－12月14日） （21:30-22:00） | 新妓生傳 第46集 （2015年3月1日） （21:30-23:00）   |                                                      |
| 香港電視網絡 星期六 19:00－19:45 節目                    |                                                    |                                                      |
| 選戰 （2014年11月19日－2015年2月21日）                   | 爆Talk 第11－17集 （2015年2月28日－4月11日）       | 食的秘密 （2015年4月18日－7月25日） （19:00－19:30） |